# Charles Schlee
Charles Wilhelm Daniel Schlee (27 de julio de 1873-5 de enero de 1947) fue un deportista estadounidense que compitió en ciclismo en la modalidad de pista. Participó en los Juegos Olímpicos de San Luis 1904, obteniendo una medalla de oro en la prueba de 5 millas.

## Medallero internacional
| Juegos Olímpicos | Juegos Olímpicos          | Juegos Olímpicos | Juegos Olímpicos |
| Año              | Lugar                     | Medalla          | Competición      |
| ---------------- | ------------------------- | ---------------- | ---------------- |
| 1904             | San Luis (Estados Unidos) | Medalla de oro   | 5 millas         |